# Boy Commandos
I Boy Commandos sono un'organizzazione immaginaria della DC Comics che comparve per la prima volta in Detective Comics n. 64 (giugno 1942), creata da Joe Simon e Jack Kirby. Una combinazione di personaggi tipo "gang minorile", un cast internazionale di ragazzini che combattevano i Nazisti - o come avrebbero detto loro in originale "i Ratzies".

## Creazione
Simon e Kirby furono assunti passando dalla Timely Comics alla DC verso la fine del 1941, prima di tutto dovuto al successo che ebbero con Capitan America, ma senza che ci fosse un motivo chiaro per questa decisione, né un fumetto a cui lavorare. Trovandosi inizialmente coinvolti nella causa riguardante Capitan Marvel, Jack Liebowitz diede loro briglia sciolta al fine di creare o rinnovare gli eroi DC. Sulle prime, il due creò una nuova versione di Sandman e Manhunter (entrambi somiglianti a Capitan America), prima di decidere che "una gang di ragazzini sembrava la strada giusta da prendere"
. Spalle adolescenti (il Robin di Batman, Bucky di Capitan America, ecc.) divennero velocemente una base dei fumetti, intesi a fornire giovani personaggi con cui i giovani lettori potessero identificarsi. Proprio i Sentinels of Liberty di Simon e Kirby (successivamente chiamati Young Allies) avevano già riscosso un grande successo in questo contesto, ed ebbero una certa influenza sulle creazioni seguenti.
Avendo già creato le "Sentinels of Liberty" per la Timely, crearono per la DC la Legione degli Strilloni (un gruppo stile "Dead-End Kid" guidato da un poliziotto simile a Capitan America, con un costume giallo e blu e indossante uno scudo). Anche se l'America non era ancora entrata in guerra, le storie sui giornali e le testate evidenziarono il ruolo dei commandos britannici, così Simon e Kirby fusero la gang giovanile con i commandos e crearono i Boy Commandos.
Debuttando sulle pagine di Detective Comics n. 64 (il n. 64 mostrava Batman che esponeva e presentava la gang, ma essi comparvero nel numero precedente) datata giugno 1942, la squadra divenne estremamente popolare, comparendo anche in World's Finest Comics (dal n. 8 al n. 41, 1942-1949), dopodiché ottennero un loro fumetto lanciato con la data "inverno 1942". La serie vendette "oltre un milione di copie ogni mese", e fu una delle grandi hits della DC al fianco di fumetti quali Superman e Batman. Kirby disegnò circa cinque pagine al giorno di questa serie, ma Liebowitz chiese addirittura dei turni più veloci temendo (come accadde) che i due sarebbero stati sovrimpegnati, come accadde a molti professionisti del settore. Simon e Kirby assunsero "inchiostratori, letteristi, coloristi, e scrittori, sforzandosi di creare un anno di storie" (Boy Commandos fu un fumetto trimestrale fino all'inverno 1945). Tra coloro che furono assunti dalla coppia ci fu un giovane Gil Kane, che ricordo di essere stato:
"assunto per creare più storie possibili di Boy Commandos, Newsboy Legion e Sandman...mi davano i copioni, facevano gli schizzi e li volevano inchiostrati".
Boy Commandos fu in stampa fino al n. 36 (novembre/dicembre 1949), e fu pubblicata da Jack Schiff. Tra gli individui che assistettero Simon e Kirby sul fumetto (e le sue copertine) ci furono la futura leggenda di Superman, Curt Swan, così come Steve Brodie, Louis Cazeneuve e Carmine Infantino.

## Biografia del gruppo
I personaggi del gruppo omonimo furono André Chavard, dalla Francia, Alfie Twidgett, dal Regno Unito, Jan Haasan, dai Paesi Bassi e Brooklyn dagli Stati Uniti. Una squadra commando d'élite di bambini orfani, guidati dall'adulto Capitano Rip Carter, combatterono su tutti i fronti della Seconda Guerra Mondiale.
Nel settembre 1944, la Newsboy Legion si alleò con i Boy Commandos per fermare dei traditori armati e in armatura con base fuori New York City.
Le avventure del gruppo continuarono ben oltre la fine della guerra, anche se ci furono alcuni cambiamenti tra i membri. Jan se ne andò per prima, avendo trovato dei parenti con cui andare a vivere nella sua terra natale. Alfie fu rimpiazzato da un texano di nome Tex. Percy Clearwaters, un genio con indosso degli occhiali, rimpiazzò André.
Si scoprì anni più tardi che Brooklyn era Dan Turpin, che André Chavard divenne capo dell'intelligence francese Département Gamma, e che Alfie Twidgett era ora capo dell'azienda Statistical Occurrences Ltd., con sua figlia Twiggie.
In aggiunta all'adeguamento del Detective Dan Turpin nell'Unità Crimini Speciali di Metropolis, la squadra ebbe un paio di stampe dall'ultima di fine anni '40.
Negli anni '70, durante il periodo di Kirby alla DC, molte delle loro storie furono ristampate in numerose raccolte, in particolare quelle scritte e illustrate dallo stesso Kirby (ad esempio Mister Miracle n. 6 nel febbraio 1972). Una ristampa della serie Boy Commandos fu pubblicata nel settembre/ottobre 1973 sotto l'editore E. Nelson Bridwell, ma durò solo due numeri prima di essere cancellata.
I quattro membri originali, meno Brooklyn, ricomparvero dopo la serie Blue Beetle di Len Wein, che reintrodusse Alfie come fondatore della Statistical Occurrences Ltd., una compagnia d'assicurazione specializzata in proprietà che potevano attirare le attività super umane. Utilizzando sua figlia "Twiggie" come mediatore, Alfie assunse Murray Takamoto, un ex amministratore dei Laboratori S.T.A.R. (e compagno di stanza al college di Ted Kord) che lavorò ad un programma satellitare "Guerre Stellari", che la S.O.L. mise sotto contratto per protezione. Unendosi ad Alfie in questa avventura furono i suoi vecchi compagni André, ora capo dell'immaginario Department Gamma dei Servizi Segreti Francesi, Jan, ora un professore lavorante per lo Hague Centre for Strategic Studies, e il loro ex mentore "Rip" Carter, ora un generale. Fu implicito che sarebbero entrati in conflitto, insieme a Blue Beetle, con l'industriale europeo corrotto Klaus Cornelius, che aveva già utilizzato la sua influenza per smembrare l'agenzia di super eroi leader in Europa, i Global Guardians, e che stava lavorando alla resurrezione del vecchio nemico dei Commandos, l'Agente Axis. Tuttavia, la serie terminò prima che la storia potesse ricevere dei consensi, e non ci furono altri sviluppi da allora, anche se Cornelius ebbe un breve cameo durante la miniserie Power Company di Kurt Busiek.
Comparvero nella loro più recente incarnazione nel fumetto The Brave and the Bold (n. 9, febbraio 2008), in cui si allearono con gli eroi della Seconda Guerra Mondiale, i Blackhawks.

## Raccolte
La DC Comics pubblicò le prime due raccolte in copertina rigida del lavoro di Simon e Kirby sulla serie:
- The Boy Commandos Vol. 1, 2010, ISBN (ristampa di Detective Comics dal n. 64 al n. 73, World's Finest Comics n. 8 e n. 9 e Boy Commandos n. 1 e n. 2).
- The Boy Commandos Vol. 2, 2015, ISBN (ristampa di Detective Comics dal n. 74 al n. 83, World's Finest Comics dal n. 10 al n. 13 e Boy Commandos dal n. 3 al n. 5).